# うしろシティ 星のギガボディ
『うしろシティ 星のギガボディ』（うしろシティ ほしのギガボディ）は、 2016年9月29日から2021年3月25日まで、TBSラジオ制作・JRN系列で放送されていたラジオ番組。お笑いコンビのうしろシティ（金子学、阿諏訪泰義）がパーソナリティを担当していた。
公式サイト内には、「『デブッタンテ』でハライチとラジオを学んだ実力派コントコンビ、うしろシティがラジオ独り立ち」と紹介されている。
2020年12月23日（24日深夜）放送分から金子が体調不良のため休養に入り、以降は阿諏訪の単独出演で放送を行っていたが、2021年3月3日（4日深夜）の放送にて、3月25日（24日深夜）の放送をもって番組を終了することが発表された。

## 終了時のコーナー
LOST 2020
2017年3月1日放送分にて開始。阿諏訪が現在、ハマっている海外ドラマ『LOST』の主人公の「ジャック・シェパード」が、今、どんな事に警戒しているのかを募集するコーナー。同年11月30日放送分からは番組冒頭でこのコーナーのネタが一つ読まれてからオープニングが流れる形式を取っている。
「ポロンチョ怪談」「TGI Wednesday」開始後は通常コーナーとしては休止され、冒頭で1通読まれるのみとなった。
ポロンチョ怪談
2020年10月1日放送分にて開始。リスナーから怪談を募集するが、文中に「ポロンチョ」という単語を入れなくてはならない。

## 過去のコーナー
フリースタイルダンジャレ
前番組『デブッタンテ』から引き継がれた、常識にとらわれないフリースタイルなダジャレを、「前フリ」と「ダジャレ」の形式で投稿する。2017年2月22日放送分にて終了。
ハイサイ！沖縄!!
TBSラジオ、琉球放送のみにネットしているこの番組がローカル番組となるのを避けるため、リスナーから沖縄に関するメールを募集する。
2017年2月22日放送分にて、「こんばんは！全国！」にリニューアルされることになったために終了。
ポエム…
リスナーからのポエムを紹介するコーナー。当初は普通のポエムであったが、2016年11月3日放送分で阿諏訪が「基礎はできたので崩していこう」と発言したところ、その翌週から詩の体裁を繕っただけの駄目人間の日常ばかりが投稿されるようになり、現在に至る。
2017年5月7日放送分にて、あまりにも体裁が崩れ去ってしまったことから金子によりコーナーの終了宣言がなされた。
リスナー探し企画
番組冒頭に行われるコーナー。金子が街頭インタビューを行い、この番組を聴いてくれているリスナーを探す。もしもリスナーで無かった場合は金子がradikoのアプリのダウンロードを勧めた後に、「番組内で話してほしい事」のリクエストを受け取り、それに伴ったオープニングトークを行う。2017年11月23日放送分にて終了。
街頭リアルニュース
2017年11月30日放送分にて開始。番組PRを兼ねて金子が街頭インタビューを行い、「自分の中でのニュース」を答えてもらうコーナー。2018年03月08日放送分にて終了。
withnews・気になるアレコレ
2018年3月限定企画。朝日新聞が運営するニュースサイト『withnews』から記事を紹介するコーナー。『アルコ&ピース D.C.GARAGE』『ハライチのターン!』でも行われていた。
こんばんは！全国！
『ハイサイ！沖縄！！』がリニューアルされたコーナー。この番組のネット局を増やす為、全国各地のご当地情報を募集する。途中からはクイズ形式を取り入れるようになった。2021年03月18日放送分にて終了。
TGI Wednesday
2020年10月15日放送分にて開始。リスナーから「サンクス ゴッド イッツ ○○」の○○の中に入るテンションの上がった言葉、神に感謝するような出来事を募集する。レストラン「ティージーアイ・フライデーズ」の話題から店名の語源である「Thank God, it's Friday（今日は花金だ！神様ありがとう！）」というフレーズを金子が気に入ったことからコーナー化した。2021年03月18日放送分にて終了。

## テーマ曲
- オープニング
  - rival（Plus-Tech Squeeze Box）
- エンディング
  - Papa says（Plus-Tech Squeeze Box)
- ジングル
  - A Day In The Radio（Plus-Tech Squeeze Box)

## ネット局
| 放送対象地域 | 放送局     | 放送時間                      | 備考       |
| ------------ | ---------- | ----------------------------- | ---------- |
| 関東広域圏   | TBSラジオ  | 木曜 0:00 - 1:00 （水曜深夜） | 制作局     |
| 沖縄県       | 琉球放送   | 木曜 0:00 - 1:00 （水曜深夜） | 同時ネット |
| 山形県       | 山形放送   | 日曜 23:00 - 24:00            | 遅れネット |
| 富山県       | 北日本放送 | 日曜 23:00 - 24:00            | 遅れネット |
| 山梨県       | 山梨放送   | 金曜 21:00 - 22:00            | 遅れネット |
| 熊本県       | 熊本放送   | 日曜 4:00 - 5:00 （土曜深夜） | 遅れネット |

過去のネット局
| 放送対象地域   | 放送局                 | 放送日時           | 放送終了日 |
| -------------- | ---------------------- | ------------------ | ---------- |
| 石川県         | 北陸放送               | 金曜 21:00 - 22:00 | 2020年3月  |
| 長崎県 佐賀県  | 長崎放送 NBCラジオ佐賀 | 日曜 20:00 - 21:00 | 2020年3月  |
| 鳥取県・島根県 | 山陰放送               | 火曜 21:00 - 22:00 | 2020年9月  |

## スタッフ
- プロデューサー
  - 宮嵜守史 - 『JUNK』『アルコ&ピース D.C.GARAGE』『ハライチのターン!』などを担当。
- 構成
  - 福田卓也 - 同時期に開始した『アルコ&ピース D.C.GARAGE』でも構成を担当。

## その他
- 山里亮太は自身が火曜レギュラーを勤める『たまむすび』、この番組の後番組である『山里亮太の不毛な議論』の中で、金子が挨拶する際に揚げ銀杏を噛み続けていたことから怒り、「星のギガボディは聴くな！」と言う発言をして、笑いを誘った。その後、2017年1月5日放送分にて『たまむすび』の事前収録に来ていた山里が番組途中に乱入した。
- 番組開始当初よりリスナーから番組のノベルティのアイデアを募集しており、後に2017年1月5日放送分に候補として『タトゥーシール』『真っ黒な石鹸』『黒のみの三色ボールペン』『エブリバディ・ホリデイ・カレンダー』が選出。その後、予算を考慮したのち、ノベルティが『タトゥーシール』に決定した（後にうしろシティの単独ライブ『とはいえ外はサンダー』にて石鹸、ボールペンが数量限定で商品化した）。
- 放送当初（2016年10月）はネット局が東京と沖縄の2局のみだったが、2017年4月より富山、山梨の2局が追加された。
- 2017年4月20日（19日深夜）のスペシャルウィークでは、番組初の生放送を実施。以降のスペシャルウィークでは企画は変えつつも、放送中にビッグハット（TBS放送センター）横のウルトラマンのオプジェの前にリスナーを集合させるのが恒例となっている。
- 2017年4月27日放送分、『こんばんは！全国！』にて送られてきた「三重県は名古屋に名物を搾取され続けている」というメールから関西地方を中心とした国盗り合戦『キンキダム』メールが送られるようになり、趣旨から脱線。しばらくは『キンキダム』メールを軸にコーナーが進められてきたが、脱線しすぎた事を考慮し同年6月8日放送分にて終了。しかし後にこの『キンキダム』の影響で、同年6月15日放送分のSPWにて生放送企画『一番すげーのは何区だ！？東京頂上決戦！23区ダム！！』が開催されることになった。
- 2017年10月19日（18日深夜）のスペシャルウィーク企画『ストイック飯でフルコースを作ろう！満腹！星空レストラン！！』では、ミスターストイックとして生島ヒロシがコメントで出演した。
- 2018年5月31日（30日深夜）、阿諏訪が虫垂炎で入院した為、番組開始以来初の欠席。代役としてアルコ&ピースの酒井健太が出演した。
- 2020年8月5日（6日深夜）、番組中にて阿諏訪が同棲中の女性の誕生日に合わせ、プロポーズをし、結婚する事を金子とリスナーに『予告』した。その次の日に所属事務所から一般女性と婚姻届を提出、正式に結婚をしたことを発表した[4]。
- 2020年12月23日（24日深夜）放送分から、金子が体調不良のため休養に入り、阿諏訪の単独出演となる。12月23日（24日深夜）放送分にはアルコ&ピースの酒井健太、1月6日（7日深夜）放送分には山里亮太が金子の代役として出演した。
- 2021年3月24日（25日深夜）をもって放送終了。前述の金子休養以降、最終回まで阿諏訪の単独出演が続いたが、最終回では金子がリスナーに宛てた感謝のメッセージを阿諏訪が読み上げ、最後は阿諏訪が一人で「ここまでのお相手はうしろシティの阿諏訪泰義と、金子学でした」と挨拶する形で終了した。